# Little Lulu
Little Lulu è il soprannome di Lulu Moppett, personaggio protagonista di un fumetto creato a metà degli anni trenta da Marjorie Henderson Buell.
Il personaggio ha debuttato sul The Saturday Evening Post il 23 febbraio 1935 in un'unica vignetta, dove appare come una fioraia in un matrimonio che sparge per la navata bucce di banana.
Little Lulu ha continuato ad essere pubblicata settimanalmente sul The Saturday Evening Post fino al 30 dicembre 1944 (questa è la prima serie ufficiale firmata dalla sua autrice).

## Fumetto
Una striscia quotidiana comica, intitolata Little Lulu, è stata "sindacata" su vari quotidiani dal 5 giugno 1950 fino al maggio del 1969 e si sono susseguite negli anni varie pubblicazioni soprattutto negli USA fino agli anni ottanta, la serie è continuata negli anni con nuove pubblicazioni e ripubblicazioni fino al 2005.
Tra i suoi più importanti autori/continuatori della striscia va menzionato il cartoonist John Stanley (1914-1993), che sceneggiò il fumetto dal 1945 al 1959 (lo stesso Stanley era anche un artista affermato che ha disegnato molti dei suoi racconti, tra cui i primi Little Lulu) introducendo molti nuovi personaggi.
Le storie si basano su Lulu e i suoi amici, tutti bambini e le storie ruotano sulle loro avventure.
In Italia è conosciuta soprattutto per le serie a cartoni animati chiamate La piccola Lulù e The Little Lulu Show, entrambe trasmesse da Rai 2.

## Cartoon
Little Lulu è diventato anche un cartone animato per la prima volta a metà degli anni quaranta, in una serie di cortometraggi animati prodotti dalla Famous Studios per la Paramount Pictures.
Si sono susseguite varie produzioni tra gli anni cinquanta fino al 1999, di cui anche alcune serie di produzioni anime giapponesi.

### Filmografia (completa)
| Titolo                   | Regia           | Soggetto                         | Animazione                                                                  | Sottofondo         | Musica           | Data di uscita    |
| ------------------------ | --------------- | -------------------------------- | --------------------------------------------------------------------------- | ------------------ | ---------------- | ----------------- |
| Eggs Don't Bounce        | I. Sparber      | Carl Meyer Jack Mercer Jack Ward | Nick Tafuri Joe Oriolo Tom Golden John Walworth                             | Robert Little      | Sammy Timberg    | 14 dicembre 1943  |
| Hullaba-Lulu             | Seymour Kneitel | Joe Stultz Graham Place          | Graham Place Abner Kneitel Gordon A. Sheehan Paul Busch                     | Shane Miller       | Sammy Timberg    | 25 febbraio 1944  |
| Lulu Gets the Birdie     | I. Sparber      | Carl Meyer                       | Dave Tendlar Morey Reden John Walworth John Gentilella                      | Robert Connavale   | Winston Sharples | 31 marzo 1944     |
| Lulu in Hollywood        | I. Sparber      | Joe Stultz Dana Coty             | Nick Tafuri Tom Golden John Walworth Joe Oriolo                             | Anton Loeb         | Sammy Timberg    | 19 maggio 1944    |
| Lucky Lulu               | Seymour Kneitel | Carl Meyer                       | Graham Place Abner Kneitel Gordon A. Sheehan                                | Robert Connavale   | Winston Sharples | 30 giugno 1944    |
| It's Nifty to Be Thrifty | Seymour Kneitel | Carl Meyer                       | Orestes Calpini Reuben Grossman Otto Feuer Frank Little                     | Robert Little      | Sammy Timberg    | 18 agosto 1944    |
| I'm Just Curious         | Seymour Kneitel | William Turner Jack Ward         | Graham Place George Cannata Lou Zukor Sidney Pillet                         | Robert Connavale   | Sammy Timberg    | 8 settembre 1944  |
| Lulu's Indoor Outing     | I. Sparber      | Joe Stultz Carl Meyer            | Nick Tafuri Tom Golden John Walworth Gordon Whittier                        | Anton Loeb         | Winston Sharples | 29 settembre 1944 |
| Lulu at the Zoo          | I. Sparber      | Seymour Kneitel                  | Nick Tafuri Tom Golden John Walworth Gordon Whittier                        | Robert Connavale   | Sammy Timberg    | 17 novembre 1944  |
| Lulu's Birthday Party    | I. Sparber      | Bill Turner Otto Messmer         | Dave Tendlar Morey Reden Joe Oriolo John Gentilella                         | Robert Little      | Sammy Timberg    | 1º dicembre 1944  |
| Magica-Lulu              | Seymour Kneitel | Jack Ward                        | Graham Place Lou Zukor George Cannata Gordon Whittier                       | Anton Loeb         | Winston Sharples | 2 marzo 1945      |
| Beau Ties                | Seymour Kneitel | Joe Stultz Carl Meyer            | Orestes Calpini Reuben Grossman Otto Feuer Frank Little                     | Shane Miller       | Sammy Timberg    | 20 aprile 1945    |
| Daffydilly Daddy         | Seymour Kneitel | Joe Stultz Carl Meyer            | Orestes Calpini Reuben Grossman Otto Feuer Frank Little                     | Anton Loeb         | Winston Sharples | 25 maggio 1945    |
| Snap Happy               | Bill Tytla      | I. Klein                         | Orestes Calpini Reuben Grossman Otto Feuer Frank Little                     | Robert Connavale   | Winston Sharples | 22 giugno 1945    |
| Man's Pest Friend        | Seymour Kneitel | I. Klein George Hill             | Graham Place Gordon Whittier Lou Zukor Martin Taras                         | Shane Miller       | Winston Sharples | 7 dicembre 1945   |
| Bargain Counter Attack   | I. Sparber      | Bill Turner Otto Messmer         | Nick Tafuri John Walworth Tom Golden                                        | Anton Loeb         | Winston Sharples | 11 gennaio 1946   |
| Bored of Education       | Bill Tytla      | I. Klein George Hill             | Nick Tafuri John Walworth Tom Golden Frank Little                           | Shane Miller       | Winston Sharples | 1º marzo 1946     |
| Chick and Double Chick   | Seymour Kneitel | Carl Meyer Jack Ward             | Graham Place Martin Taras Lou Zukor                                         | Robert Little      | Winston Sharples | 16 agosto 1946    |
| Musica-Lulu              | I. Sparber      | Bill Turner Otto Messmer         | Myron Waldman Gordon Whittier Nick Tafuri Irving Dressler                   | Anton Loeb         | Winston Sharples | 24 gennaio 1947   |
| A Scout with the Gout    | Bill Tytla      | Joe Stultz Carl Meyer            | George Germanetti Tom Golden Martin Taras Irving Dressler                   | Anton Loeb         | Winston Sharples | 24 marzo 1947     |
| Loose in a Caboose       | Seymour Kneitel | Bill Turner Larry Riley          | Myron Waldman Gordon Whittier Nick Tafuri Irving Dressler Wm. B. Pattengill | Robert Connavale   | Winston Sharples | 23 maggio 1947    |
| Cad and Caddy            | I. Sparber      | Woody Gelman Larry Riley         | Myron Waldman Gordon Whittier Nick Tafuri Irving Dressler Wm. B. Pattengill | Anton Loeb         | Winston Sharples | 18 luglio 1947    |
| A Bout with a Trout      | I. Sparber      | I. Klein Jack Ward               | Myron Waldman Gordon Whittier Nick Tafuri Irving Dressler Wm. B. Pattengill | Robert Connavale   | Winston Sharples | 30 ottobre 1947   |
| Super Lulu               | Bill Tytla      | Joe Stultz Carl Meyer            | Steve Muffatti George Germanetti Bill Hudson                                | Robert Connavale   | Winston Sharples | 21 novembre 1947  |
| The Baby Sitter          | Seymour Kneitel | Bill Turner Larry Riley          | Dave Tendlar Al Eugster Martin Taras Tom Golden                             | Robert Little      | Winston Sharples | 12 dicembre 1947  |
| The Dog Show-Off         | Seymour Kneitel | I. Klein Jack Mercer             | Myron Waldman Gordon Whittier Nick Tafuri Irving Dressler Wm. B. Pattengill | Lloyd Hallock, Jr. | Winston Sharples | 30 gennaio 1948   |
| Alvin's Solo Flight      | Seymour Kneitel | John Stanley                     | Nick Tafuri I. Klein                                                        | Robert Little      | Winston Sharples | aprile 1961       |
| Frog's Legs              | Seymour Kneitel | John Stanley                     | Nick Tafuri Jack Ehret Wm. B. Pattengill                                    | Anton Loeb         | Winston Sharples | aprile 1962       |